# Eugnorisma
Eugnorisma là một chi bướm đêm thuộc họ Noctuidae.

## Loài
- Eugnorisma puengeleri Varga và Ronkay, 1987
- Eugnorisma ignoratum Varga và Ronkay, 1994
- Eugnorisma chaldaica Boisduval, 1840
- Eugnorisma insignata Lederer, 1853
- Eugnorisma miniago Freyer, 1839
- Eugnorisma glareosa Esper, 1788
- Eugnorisma depuncta Linnaeus, 1761
- Eugnorisma arenoflavida Schawerda, 1934
- Eugnorisma pontica Staudinger, 1891
- Eugnorisma jubilans Varga, Ronkay, và Guylai, 1995

## Hình ảnh

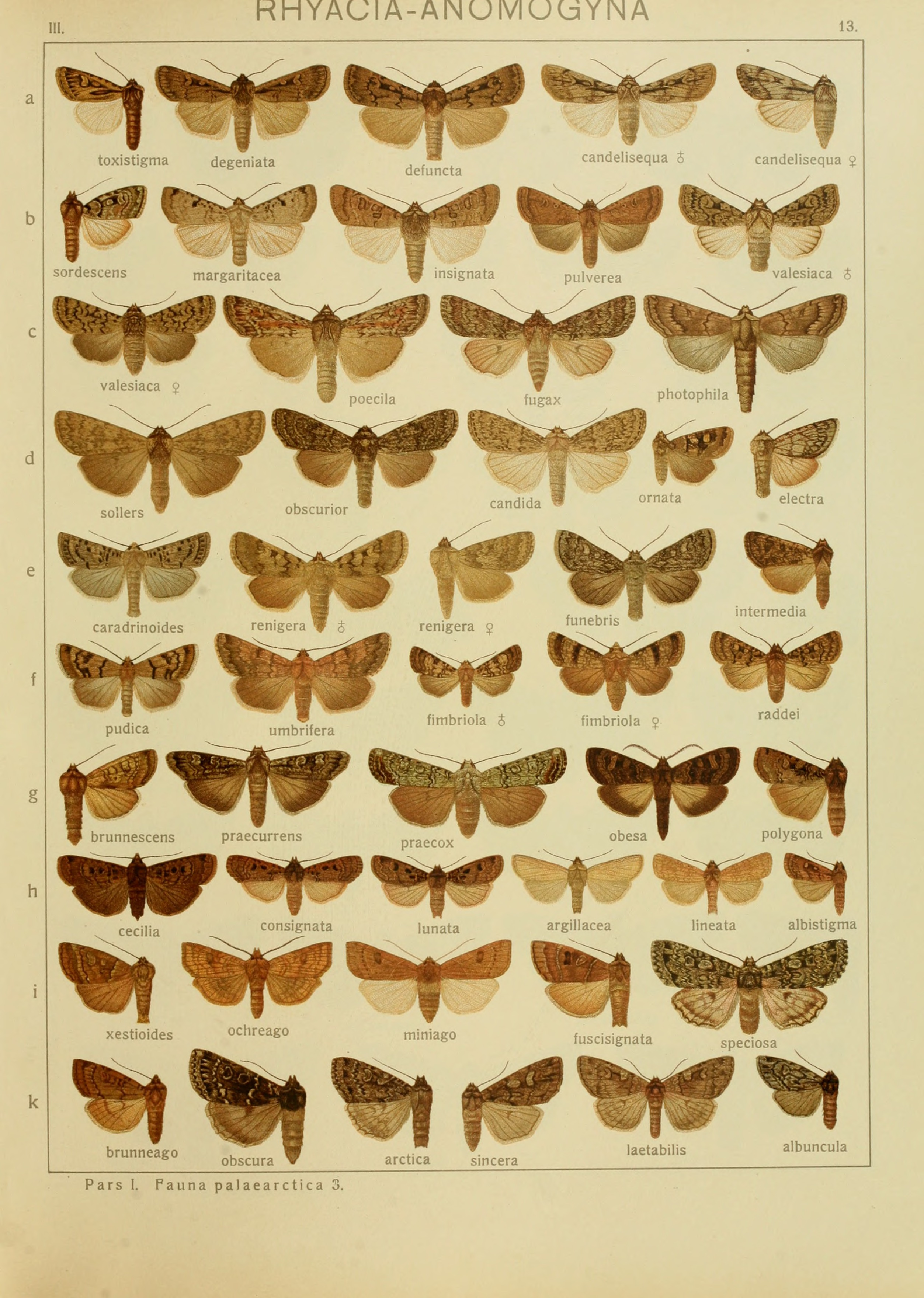
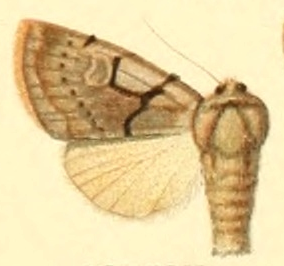